# Butyronitrile
Le butyronitrile est un composé organique de formule chimique C3H7CN. Il s'agit d'un liquide incolore miscible à la plupart des solvants organiques polaires. Il est préparé industriellement par ammoxydation du n-butanol :
C3H7CH2OH + NH3 + O2 → C3H7CN + 3 H2O.
Le butyronitrile a été détecté dans le milieu interstellaire en même temps que le formiate d'éthyle dans le nuage moléculaire géant de Sagittarius B2.